# Château de Nades
Le château de Nades, appelé aussi château du Parc, est un édifice en ruines situé à Nades, en France. Il a été détruit par un incendie en 1877.

## Localisation
Le château est situé sur le territoire de la commune de Nades, dans le département de l'Allier, en région Auvergne-Rhône-Alpes. Les ruines du château se trouvent à l'est du bourg de Nades, à environ 1 km. On peut y accéder par deux chemins, dont l'un part de la D 998 dans la forêt des Colettes et l'autre vient du village de Nades.
Il ne faut pas confondre ce château avec le château fort de Nades, abandonné à la fin du XVIIe siècle et aujourd'hui disparu, qui se trouvait entre l'église du village et le petit étang d'où sort le ruisseau de la Cèpe, ni avec un bâtiment du XVIIIe siècle qui l'a remplacé.

## Historique
La seigneurie de Nades avec son château fort a appartenu à la famille de Chauvigny de Blot, puis est passée par mariage aux familles de Montmorin et de La Fayette. Le château fort de Nades a été au XVIIe siècle la villégiature de Madame de La Fayette. 
La terre de Nades est achetée à ses héritiers par le financier et fermier général Isaac Lenoir, qui rachète aussi de nombreuses seigneuries dans la région (Chouvigny, Cognat, Espinasse) ; elle fait ensuite l'objet de divers démembrements.
À partir de 1853 le duc de Morny reconstitue le domaine par des achats successifs. Il y fait construire un nouveau château nommé "le château du Parc" qu'il dote d'une ferme-modèle qui subsiste dans l'actuel parc. 
Il y reçut fastueusement Jacques Offenbach, Ludovic Halévy, Alphonse Daudet, qui séjournèrent et chassèrent sur les 2 000 hectares du domaine. 
La ferme-modèle témoigne de l'implication de Morny pour favoriser de nouvelles techniques agricoles, mais aussi pour promouvoir les bienfaits de l'Empire auprès du monde paysan, électorat important à cette époque. 
Un visiteur de cette époque :

« Nades est en effet un château princier, construit dans un genre qui va de la Renaissance à la fin du dix-septième siècle (...) Véritable château Louis XIII, il dresse dans l'air ses tourelle pointues et ses toitures aiguës, avance ses ailes en saillies (sic), étale partout le luxe de son ornementation (...) Le luxe et l'ampleur de l'entrée et du vestibule répondent à la magnificence des appartements. C'est un grand salon, surmonté d'un galerie, éclairé par le haut et orné d'un petit théâtre, puis la salle de billard, la salle à manger, puis la bibliothèque; au-dessous, les cuisines; au-dessus, un nombre considérable de chambres à coucher (dont) celle de l'Empereur. Partout une profusion de tapis, de tentures, d'objets d'art et de tableaux du meilleur choix (...). Autour se déroulent les ondulations du parc (...) l'horizon dentelé par la chaîne des Dômes (...). Sur un mamelon à plusieurs centaines de mètres du château, s'élève la ferme, placée en équerre, long corps de logis, bâti aussi en briques rouges et en pierres blanches et flanqué de deux tours chinoises. D'un côté sont les jardins et les serres, de l'autre les écuries et les granges. »

Louis Nadeau, Voyage en Bourbonnais - Moulins, Néris, Vichy, Bourbon-l'Archambault et leurs environs (1865, pp 298 à 300 - réédition en 2000).
Le château a été détruit par incendie en 1877.